# Claas Bakker
Claas Bakker (Gorredijk, 27 februari 1877 – Amsterdam, 15 juli 1949) was een Nederlands politiefunctionaris.

## Carrière
Hij werd geboren als zoon van de doopsgezinde predikant Cornelis Bakker. Na de hbs heeft hij een jaar gestudeerd aan de Hoogere Land- en Boschbouwschool in Wageningen en daarna heeft hij mijnbouw gestudeerd in Freiburg en Aken.
In januari 1905 begon hij zijn carrière bij de politie in Amsterdam. Eind 1912 werd hij hoofdinspecteur en chef van het bureau verkeerswezen. In 1920 werd hij hoofdinspecteur en in 1931 volgde zijn benoeming tot commissaris. 
Kort na de Februaristaking in 1941 werd duidelijk dat hoofdcommissaris Hendrik Johan Versteeg jr. zijn functie moest opgeven. Omdat nog onduidelijk was wie hem zou opvolgen, werd politiepresident en SS-Oberführer Walther Schröder aangesteld als Besondere Beauftragte die alvast begon met het omvormen van het korps. Schröder voerde in verband daarmee persoonlijke gesprekken met alle commissarissen waarbij Bakker zich bereid verklaarde om leiding te gaan geven aan de toekomstige Bestuurspolitie. Vol trots liet hij aan Schröder de handtekening van prins Bernhard in het gastenboek zien; zich blijkbaar niet realiserend hoe de Duitse bezetter tegenover het koninklijk huis stond.
In april werd Versteeg met vervroegd pensioen gestuurd en opgevolgd door de ex-KNIL-officier en NSB'er Sybren Tulp. Eind juli ontsloeg Höhere SS-und Polizeiführer Hanns Albin Rauter de waarnemend hoofdcommissaris Karel Henri Broekhoff waarna commissaris Bakker op voordracht van Tulp werd aangesteld als waarnemend hoofdcommissaris. Tulp gaf hem bovendien de toezegging dat hij de leiding zou krijgen over de toekomstige Bestuurspolitie. Hierbij had Tulp het advies van Schröder overgenomen, niet omdat hij een hoge dunk had van commissaris Bakker maar omdat hij hem vanwege zijn plooibaarheid zeer geschikt achtte als tweede man. Eind 1941 vormde Tulp het 'Kabinet van de Hoofdcommissaris' waarvan Bakker ook deel uitmaakte.
Begin oktober 1942 werd hoofdcommissaris Tulp ernstig ziek waarna Bakker diens functie waarnam. Dat bleef zo nadat Tulp later die maand kwam te overlijden. Halverwege januari 1943 werd de toen circa 65-jarige Bakker door de pro-Duitse commissaris Hans Krenning opgevolgd als waarnemend hoofdcommissaris. Bakker bleef wel zitten in het 'Kabinet van de Hoofdcommissaris' ook toen dat in 1943 onder waarnemend politiepresident en burgemeester Edward Voûte het 'Kabinet van de Politiepresident' werd. Na de Duitse capitulatie in mei 1945 werd Bakker gestaakt.
Claas Bakker overleed in de zomer van 1949 op 72-jarige leeftijd.